# Lisa Steinmann

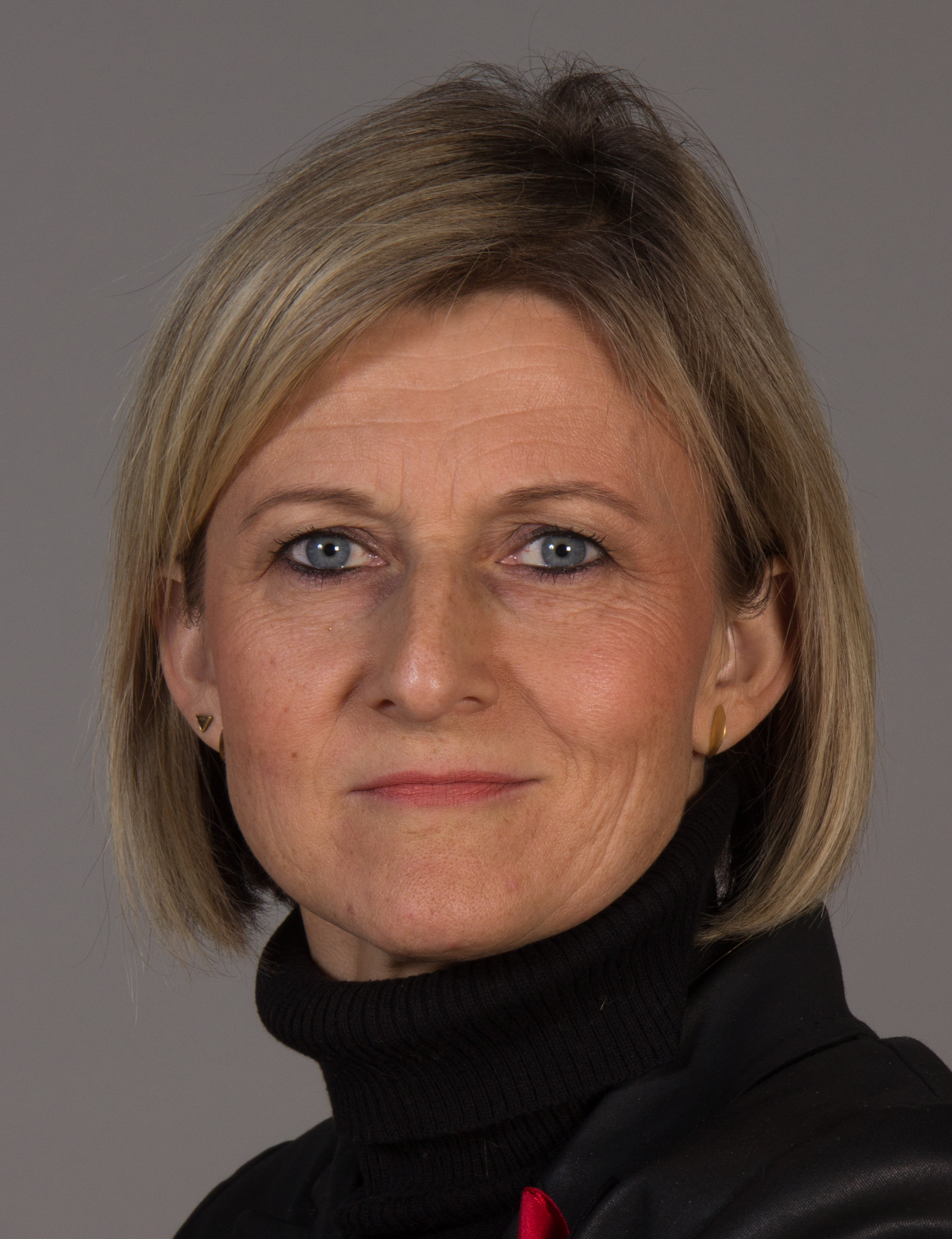
Lisa Steinmann (2013)

Lisa Steinmann (* 19. April 1966 in Köln) ist eine deutsche Politikerin (SPD) und war direkt gewählte Abgeordnete im Landtag von Nordrhein-Westfalen.

## Biografie
Lisa Steinmann studierte an der Universität zu Köln Regionalwissenschaften Lateinamerika. Sie ist als Veranstaltungskauffrau selbständig im Bereich Kultur- und Eventmanagement tätig.

## Politik
Lisa Steinmann hatte von 2004 bis 2012 ein kommunales Mandat in der Bezirksvertretung Köln-Lindenthal, zwischen 2009 und 2012 als Vorsitzende ihrer Fraktion. Bei der Landtagswahl in Nordrhein-Westfalen 2012 gewann sie das Direktmandat im Landtagswahlkreis Köln II, das sie 2017 wieder verlor.
Sie war im Landtag Mitglied im Ausschuss für Kultur und Medien sowie im Hauptausschuss, Mitglied und stellvertretende Sprecherin ihrer Fraktion im Ausschuss für Kommunalpolitik und Vorsitzende der Ehrenamtskommission.
Zur Kommunalwahl 2020 bewarb sich Steinmann im Wahlkreis Klettenberg, Sülz und Lindenthal um ein Direktmandat im Rat der Stadt Köln. Nachdem der Wahlkreis von einem Mitbewerber der Partei Bündnis 90/Die Grünen gewonnen wurde, zog sie über einen Reservelistenplatz in den Rat ein. Am 6. März 2021 wurde sie zur Beisitzerin der NRW-SPD gewählt.